# Gerardo Ulloa
Pour les articles homonymes, voir Ulloa (homonymie).
José Gerardo Ulloa Arévalo, né le 19 octobre 1996, est un coureur cycliste mexicain, spécialiste du VTT.

## Biographie
Gerardo Ulloa est l'un des vététistes les plus titrés d'Amérique du Sud. Il est détenteur de plusieurs titres aux Championnats panaméricains et nationaux de cross-country dans tous les groupes d'âge. Il a également remporté la médaille d'or en cross-country aux Jeux d'Amérique centrale et des Caraïbes de 2018 et aux Jeux panaméricains de 2019.
Il participe régulièrement à la Coupe du monde de VTT à partir de la saison 2020. Lors de son premier départ, il remporte le short track à Nové Město na Moravě. Cependant, il manque encore de régularité, alors ce n'est que lors de la saison 2022 qu'il a frôlé la victoire à nouveau en terminant deuxième du short track au Mont Sainte-Anne.
En 2021, il est au départ des Jeux olympiques de Tokyo, où il termine 23e du cross-country. Grâce à sa victoire aux championnats panaméricains de cross-country 2023, il assure une place dans la discipline pour le Mexique aux Jeux olympiques d'été de 2024 à Paris. Cependant, il se retrouve privé des Jeux olympiques en raison du non-respect des règles de l'AMA, après avoir manqué trois  contrôles antidopage, car il n'avait pas notifié son changement de résidence. En octobre 2023, il est officiellement suspendu 18 mois, soit jusqu'au  25 janvier 2025.

## Palmarès en VTT

### Jeux olympiques
- Tokyo 2020
  - 23e du cross-country

### Coupe du monde
- Coupe du monde de cross-country
  - 2020 : pas de classement général, vainqueur d'une course short track
  - 2021 : 62e du classement général
  - 2022 : 15e du classement général
  - 2023 : 39e du classement général

- Coupe du monde de cross-country short track
  - 2022 : 17e du classement général
  - 2023 : 34e du classement général

### Championnats panaméricains
| - Tucumán 2013 - Médaillé de bronze du cross-country juniors - Londrina 2014 - Champion panaméricain de cross-country juniors - Catamarca 2016 - Médaillé d'argent du cross-country espoirs - Paipa 2017 - Champion panaméricain de cross-country espoirs - Champion panaméricain du relais mixte - Pereira 2018 - Champion panaméricain de cross-country espoirs - Médaillé de bronze du relais mixte - Aguascalientes 2019 - Champion panaméricain du relais mixte - Médaillé d'argent du cross-country | - Salinas 2021 - Champion panaméricain de cross-country - Champion panaméricain de short track - San Fernando 2022 - Champion panaméricain du relais mixte - Champion panaméricain de short track - Médaillé d'argent du cross-country - Congonhas 2023 - Champion panaméricain de cross-country - Champion panaméricain de short track - Médaillé de bronze du relais mixte |  |

### Jeux panaméricains
- Lima 2019
  -  Médaillé d'or du cross-country

### Jeux d'Amérique centrale et des Caraïbes
- Barranquilla 2018
  -  Médaillé d'or du cross-country
- San Salvador 2023
  -  Médaillé d'argent du cross-country

### Jeux olympiques de la jeunesse
- Nankin 2014
  -  Médaillé d'or du cross-country

### Championnats nationaux
| - 2013 - Champion du Mexique de cross-country juniors - 2014 - Champion du Mexique de cross-country juniors - 2015 - Champion du Mexique de cross-country espoirs - 2016 - Champion du Mexique de cross-country espoirs - 2017 - Champion du Mexique de cross-country espoirs | - 2019 - Champion du Mexique de cross-country - 2020 - Champion du Mexique de cross-country - 2021 - Champion du Mexique de cross-country - Champion du Mexique de cross-country short track |  |

## Palmarès sur route

### Par année
| - 2018 - 3e étape du Tour du Michoacán - 2019 - Vuelta al Lago Sierra : - Classement général - 3e étape | - 2020 - 2e du championnat du Mexique sur route - 2021 - El Tour de Tucson |  |

### Classements mondiaux
| Année            | 2019 |
| ---------------- | ---- |
| UCI America Tour | 347e |